# Mobiliteitsplan
Een mobiliteitsplan is een beleidsplan van een overheid dat de strategische visie op vlak van mobiliteit bepaalt.
Naast een strategische visie bevat het plan ook concrete acties die ter uitvoering van het plan moeten worden opgestart en voltooid. Dit kan bevoorbeeld resulteren in een concreet parkeerplan of circulatieplan.
Vaak wordt door de overheid die een mobiliteitsplan wenst, een studiebureau belast met deze opdracht.

## Sustainable Urban Mobility Plan
Op niveau van de Europese Unie wordt gesproken van een Sustainable Urban Mobility Plan (SUMP), een duurzaam stedelijk mobiliteitsplan dat voldoet aan de Europese richtlijnen.

## Vlaanderen
In 2001 heeft de administratie een Voorontwerp-Mobiliteitsplan Vlaanderen (2001) opgemaakt op vraag van de Vlaamse Regering. Op 17 oktober 2003 hechtte de Vlaamse Regering haar principiële goedkeuring aan het ontwerp van Mobiliteitsplan Vlaanderen. Dit plan werd echter nooit definitief vastgesteld. Er was in die tijd ook geen decretale basis voor de opmaak of vaststelling van een mobiliteitsplan. Het decreet betreffende het Mobiliteitsbeleid van 20 maart 2009 legde die basis wel, onder minister van mobiliteit Kathleen Van Brempt. Artikel 28 stelde: Het Mobiliteitsplan Vlaanderen wordt uiterlijk op 31 december 2010 voor het eerst vastgesteld en bekendgemaakt. Vlaams minister van Mobiliteit Hilde Crevits maakte hier in 2010 werk van maar er kwam uitstel naar 2011 en 2012. In 2011 organiseerde ze een grootschalige Mobiliteitsenquête. Vervolgens liep van 8 november 2013 tot en met 12 januari 2014 een openbaar onderzoek. Ook dit plan kreeg echter nooit een definitieve goedkeuring. De Vlaamse Regering heeft op 9 juli 2021 de "Vlaamse Mobiliteitsvisie 2040" definitief goedgekeurd.
In Vlaanderen was de opmaak van een gemeentelijk mobiliteitsplan verplicht, tot de hervorming van basisbereikbaarheid in 2019. Sindsdien stellen de verschillende vervoerregio's elk een regionaal mobiliteitsplan (RMP) op.

## Brussel
Het Brussels Gewest heeft in 2020 het mobiliteitsplan Good Move opgesteld.